# Římskokatolická farnost Vísky u Letovic
Římskokatolická farnost Vísky u Letovic je územní společenství římských katolíků s farním kostel svatého Michaela archanděla. Farnost je součástí boskovického děkanství v rámci brněnské diecéze. Do farnosti patří kromě obce Vísky také Bačov, Pamětice a Drválovice.

## Historie farnosti
Farní kostel svatého Michaela archanděla pochází ze 13. století. Je to stavba románského původu, goticky přestavěná, s pozdějšími barokními úpravami.
Od roku 1968 byly v obci povoleny církevní průvody. V rámci mariánského průvodu se socha Panny Marie přenášela vždy začátkem května z kapličky do kostela a koncem měsíce zase z kostela zpět do kapličky.

## Duchovní správci
Administrátorem excurrendo byl od 1. října 2010 do července 2014 R. D. Mgr. Jan Hodovský. Od srpna 2014 byl ustanoven novým administrátorem excurrendo R. D. ThLic. Jan Bezděk. Dnem 1. prosince 2014 ho v této funkci nahradil R.D. Tomáš Mikula. Novým administrátorem excurrendo se od 1. září 2016 stal opět R. D. Jan Hodovský.

## Bohoslužby
| Kostel                      | Místo | Bohoslužba (den)    | Hodina           | Poznámka     |
| --------------------------- | ----- | ------------------- | ---------------- | ------------ |
| svatého Michaela archanděla | Vísky | neděle středa pátek | 8.00 16.15 16.00 | farní kostel |

## Aktivity ve farnosti
Na 12. května připadá Den vzájemných modliteb farností za bohoslovce a bohoslovců za farnosti brněnské diecéze. Adorační den se koná nejbližší neděli po 16. prosinci.
Ve farnosti se pravidelně pořádá tříkrálová sbírka. V roce 2017 dosáhl výtěžek sbírky ve Vískách 5 602 korun. O dva roky později se ve Vískách vybralo 11 211 korun.
Každý rok v červnu se koná farní den.